# قائمة أنهار هولندا
هذه قائمة بأنهار هولندا الرئيسية.
كل هولندا تصب في بحر الشمال، وجزئياً عن طريق بحيرة آيسل. في القائمة أدناه، والأنهار التي تصب في البحر يتم تصنيفها متتبعة ساحل بحر الشمال (بما في ذلك بحيرة آيسل) من الحدود البلجيكية بالقرب من نوك إلى الحدود الألمانية قرب إمدن. ويتم فرز الأنهار التي تتدفق في الأنهار الأخرى تجمعها من التقاء البحر.
يقع جزء كبير من هولندا في دلتا الراين - الماس - سخيلده. شبكة الأنهار معقدة نوعا ما. يشار إلى الطرق الرئيسية نهري سخيلده، الميز والراين بخط سميك.
وفي نهاية هذه القائمة توجد الأنهار مرتبة أبجدياً. انظر أيضاً تصنيف:أنهار هولندا وتصنيف:دلتا الراين - الماس - سخيلده.
- سخيلده الغربي/Westerschelde (عند فلسنكن)
  - سخيلده/ سخيلده (بالقرب من أنتويرب، بلجيكا)
- أوسترسخيلده (عند سخاون- داوفللاند)
  - كيتن- ماستخات (عند تولين)
    - فرع من كرامر (عند سخاون- داوفللاند)
- خريفيلينجن (عند سخاون- داوفللاند)
  - كرامر (عند سخاون- داوفللاند)
    - فولكراك (عند Oude Tonge)
      - Steenbergse Vliet (بالقرب من ستينبيرخن)
      - Dintel (عند ستينبيرخن)
        - مارك (دينتل) (في موردايك)
          - Aa of Weerijs (في بريدا)

      - فرع من هولاندس ديب (عند موردايك)
- هارينجفليت (عند Stellendam)
  - سباو (بالقرب من ميدلهارنيس)
    - فرع من آودا ماس (عند آود- بايرلاند)

  - هولاندس ديب (عند موردايك)
    - دوردسته كيل (عند موردايك)
      - فرع من آودا ماس (عند دوردريخت)

    - نيوا ميرفيده (بالقرب من دريميلين)
      - فرع من بوفن ميرفيده (في فيركندام)

    - نهر آمر (بالقرب من دريميلين)
      - بيرخسه ماس (بالقرب من خيرتراودنبيرخ)
        - نهر الميز/ الميز  (في هوسدن)
          - Dieze (بالقرب من سيرتوخيمبوس)
            - Aa (في سيرتوخيمبوس)
            - Dommel (في سيرتوخيمبوس)
              - Gender (في آيندهوفن)

          - Niers (في خنيب)
          - Swalm (في Swalmen)
          - Rur/Roer (في رورموند)
            - Wurm (بالقرب من هاينسبرغ، Germany)

          - Geleenbeek (بالقرب من Maasbracht)
          - Geul (بالقرب من ميرسن)
          - Jeker/Geer (في ماستريخت)
          - Voer/Fouron (في Eijsden)
- نيوا فاترفيخ (عند Hoek van Holland)
  - هيت سخيور (بالقرب من ماسلاوس)
    - نيوا ماس (near فلاردينجن)
      - Schie (في سخيدام)
        - Vliet (في دلفت)

      - نهر روته (في روتردام)
      - هولاندسه آيسل (في كريمبن آن دن آيسل)
        - خاوا (في جودا (مدينة))
          - فرع من Oude Rijn (في ألفن آن دن راين)

      - ليك (في نيدرلك)
        - نيديرراين (في فايك باي ديورستيده)
          - Pannerdens Kanaal (بالقرب من آرنم)
            - فرع من Bijlands Kanaal (عند ميلينجن آن ده راين)

      - نهر نورد (في نيدرلك)
        - فرع من آودا ماس (في دوردريخت)

    - آودا ماس (بالقرب من فلاردينجن)
      - بينيدن ميرفيده (في دوردريخت)
        - بوفن ميرفيده (في فيركندام)
          - لينجه (في خوريكوم)
          - Afgedamde Maas (في فاودريخيم)
            - branch of نهر الميز (في هوسدن)

          - فال (في فاودريخيم)
            - Bijlands Kanaal (عند ميلينجن آن ده راين)
              - راين/Rijn (في راينفاردن)
- Oude Rijn (داخل بحر الشمال عند كاتفايك)
  - Leidse Rijn (في Harmelen)
    - Kromme Rijn (في أوترخت)
      - فرع من نيديرراين (في فايك باي ديورستيده)
- أمستل (داخل آي من بحيرة آيسل بأمستردام)
- قناة بحر الشمال (داخل خليج آي بحيرة آيسل بأمستردام)
  - نهر زان (في زانستاد)
  - Spaarne (بالقرب من Spaarndam)
- Vecht (داخل بحيرة آيسل بماودن)
  - فرع من Kromme Rijn (في أوترخت)
- آيسل (داخل بحيرة آيسل بالقرب من Kampen)
  - Schipbeek (بالقرب من ديفينتر)
  - Berkel (في زوتفن)
  - Oude IJssel (في دوسبورخ)
  - فرع من Pannerdens Kanaal (بالقرب من آرنم)
- Zwarte Water (داخل بحيرة آيسل بالقرب من Genemuiden)
  - Vecht (أوفرآيسل) (بالقرب من زفوله)
    - Regge (بالقرب من أومين (هولندا))
    - Dinkel (في نوينهاوس، Germany)
- لاورز (في دي مارنه)
- إمس (بالقرب من دلفزايل)

## القائمة مرتبة أبجدياً
Aa، Afgedamde Maas، نهر آمر، أمستل، بينيدن ميرفيده، بيرخسه ماس، Berkel، Bijlands Kanaal، بوفن ميرفيده، Dieze، Dinkel، Dintel، Dommel، دوردسته كيل، إمس، Geleenbeek، Gender، Geul، خاوا، خريفيلينجن، هارينجفليت، هولاندس ديب، هولاندسه آيسل، آيسل، Jeker، كيتن- ماستخات، كرامر، Kromme Rijn، لاورز، ليك، لينجه، مارك (دينتل)، نهر الميز، نيديرراين، Niers، نيوا ماس، نيوا ميرفيده، نيوا فاترفيخ، نهر نورد، أوسترسخيلده، Oude IJssel، آودا ماس، راين القديم (أوترخت وجنوب هولندا)، Pannerdens Kanaal، Regge، راين، نهر روته، Rur، سخيلده، هيت سخيور، Schie، Schipbeek، Spaarne، سباو، Steenbergse Vliet، Swalm، Vecht (Overijssel)، Vecht (Utrecht)، Vliet، Voer، فولكراك، فال، سخيلده الغربي، Wurm، نهر زان، Zwarte Water